# 필리핀 중국인 학살 사건
필리핀 중국인 학살 사건(영어: Sangley Rebellion, 중국어: 呂宋大屠殺)은 17세기 초, 필리핀 루손섬(스페인명 Luzón, 중문명 呂宋)에 주둔한 스페인인들이 중국인들을 학살한 사건을 말한다. 1603년, 1639년, 1662년, 1686년, 1762년에 발생하였다.

## 1603년 학살사건
1603년(만력31년), 루손섬에 중국인 23,000여명이 학살되고 300명의 중국상인만이 살아남은 사건이다. 1571년, 스페인인들이 마닐라에 식민정청을 수립하면서 필리핀 내 스페인 식민정부가 처음 수립되었다. 이후 스페인 식민정부는 1575년 명(明)과 공동으로 마닐라 인근을 점거한 중국 해적 임봉(林鳳) 등을 협공하면서 관계를 맺기 시작하였다.
이후 스페인인들은 250명의 중국인에게 강제로 노젓는 노역을 부여하여 몰루카 제도(Molucca Islands, 일명 향료제도, 香料諸島, Spice Islands)를 침입하였다. 이 과정에서 스페인인들은 중국인들이 노젓는 것이 조금이라도 흐트러지면 채찍으로 때려 죽였다. 이에 중국인 반화오(潘和五) 등은 선상반란을 일으켜서, 마닐라총독 고메스 페레스 다스마리냐스(Gómez Pérez Dasmariñas y Ribadeneira, 1519.1.1 - 1593.10.25) 등을 살해하였다. 이후 스페인들은 모든 중국상인과 중국인을 추방하였으나, 중국인들은 도시 밖에서 모여 살았다.
당시 대량의 은이 루손섬과 일본을 거쳐 명나라로 유입되면서, 명말 통화 가치 하락 위기를 불러왔다. 이른바 '만력삼대정(萬曆三大征, 동쪽 조선 임진왜란, 서북쪽 영하(寧夏) 지역 몽고 발배의 난, 서남쪽 묘족 양응룡의 난)'을 거치면서 명조는 재정 적자에 부딪쳤다.
만력30년(1602) 7월, 만력제(萬曆帝)는 광세사자(鑛稅使者) 염응룡(閻應龍)과 복건 간민(奸民) 장억(張嶷)의 말에 따라, 장억, 해징현승(海澄縣丞) 왕시화(王時和), 백호(百戶) 간일성(干一成)을 '여송기역산(呂宋機易山)'에 파견하여 광산을 조사하게 하였다. 스페인 식민정부는 이들이 루손섬 내 중국인들과 내통하여 자신들을 공격할 것이라고 의심, 체류 중인 중국인들을 학살하였다.
2년 후, 스페인인들이 인접국을 정벌하겠다고 중국인들을 속이고 높은 값으로 철기를 사들였으며, 중국인들은 모두 팔아버렸다. 마닐라총독은 중국인들의 성명을 기록하고 300명을 한 원(院)으로 하여 중국인들이 들어오자마자 살해하였다. 무기를 모두 팔아버린 중국인들은 저항하지 못한 채 죽었고, 살아 남은 나머지 중국인들은 대륜산(大侖山)으로 도망갔다. 대륜산에서 중국인들은 굶주림을 참아가며 기다리다가 마닐라를 공격하였으나, 스페인인들의 매복에 걸려 몰살, 전후 25,000여명의 중국인들이 살해당하였다(이른바 대륜산참안大侖山慘案).
이후 스페인 식민정부측은 명조에게 중국인들이 모반을 일으키려 하였기에 부득이 살해하였다고 속였다. 만력32년(1604) 음12월 13일, 형부우시랑(刑部右侍郞) 동유(董裕) 등은 장억이 반란을 일으키고자 환관들과 결탁하고 오랑캐들을 도발하고 염응룡도 이에 동조하였으며, 여송추장이 의심하고 분개하여 중국상민 20,000여명을 도살하게 하였고, 복건에 화를 끼쳤다고 보고하였다. 이에 만력제는 조정을 속이고 해외에서 일을 일으켜서 3만명의 중국상민이 도살되게 한 죄로 장억 등을 효수에 처하고, 학살에 관한 일은 복건순무(福建巡撫) 등에게 보고하도록 지시하였다.
복건순무 서학취(徐學聚) 등이 여송에 격문을 보내어서 학살죄를 묻고 유가족들을 중국으로 귀환하게하였으나, 끝내 요구하지 못하였다. 이후 중국인들은 다시 루손섬으로 갔으며 스페인인들은 중국과 호시(互市)를 계속 진행하였다.

## 1639년 학살사건
1639년(숭정12년), 스페인인들이 중국인들에게 강제로 고가의 신분증세와 조세를 거두자, 중국인들이 이에 반항하였고, 스페인인들은 다시 중국인들을 학살하였다. 이 시기 명조는 아편흡입이 만연하고 섬서(陝西), 하남(河南), 산동(山東) 등지에는 황충과 기근, 가뭄이 들었다. 이자성(李自成)과 장헌충(張獻忠)이 각각 하남과 호북(湖北)에서 봉기하였고, 명조는 여송으로 눈을 돌릴 수 없었다.
1654년(순치11년), 산토도밍고(Santo Domingo)회 소속 이탈리아 신부 리치오(Victorio Riccio, 李科羅)가 마닐라에서 정성공(鄭成功)의 지배에 있었던 하문(廈門, 오늘날 샤먼)으로 가서 교회를 세웠다. 정성공은 리치오로부터 스페인인들의 만행을 듣고서, 루손에 사신을 보내어서 항복을 권유하였으며, 거절할 경우 공격하겠다고 전하였다. 당시 루손의 중국인들은 수십 만명에 달하였으며 정성공이 주둔한 대만 인구보다도 많았다.

## 1662년 학살사건
1662년(강희원년, 영력16년) 4월, 리치오는 정성공이 마닐라총독 데 라라(Sabiniano Manrique de Lara)에게 보내는 국서 한 통을 가지고서 스페인 식민정부를 향하여 루손섬 중국인들에게 협조할 것을 위협하였다. 리치오는 국서를 넘긴 후 스페인인들이 놀랐고 즉시 루손섬 중국인들 수만 명을 학살하였다. 이후 스페인인들은 정성공의 공격을 우려, 리치오를 따라 사자를 파견하여 대만에 가서 화의를 청하게 하였다.
정성공은 중국인들이 집단 학살된 사실을 알고 대노하여 여송을 정벌하기로 결정하였으나 도중에 병사하였다. 또한 정씨 사이에서 왕위 쟁탈권이 벌어지면서 필리핀 공격은 무산되었다. 청조 수립 직후, 청조는 해상 통제권을 장악하지 못하였고 해외로 나간 중국인들을 외국인 취급하였기에 원군을 보내지 못하였기에, 정성공이 해외 화교 권익을 보호하려는 뜻이 계승되지 못하였다. 이에 루손섬 내 중국인들은 또다시 대규모 집단 학살을 당하였다.